# Малка Света София
Малката „Света София“ (на турски: Küçuk Ayasofya Camii) или Църква „Св. св. Сергий и Вакх“ (на гръцки: Eκκλησία τῶν Άγίων Σεργίου καί Βάκχου ὲν τοῖς Ὸρμίσδου) е бивша византийска църква в Истанбул, която днес служи като джамия.

## История
Църквата е построена през периода 527 – 536 г. по време на управлението на източноримския император Юстиниан Велики. За архитекти се считат Антимий от Трал и Исидор от Милет, които са известни като архитектите на малко по-късно построената голяма катедрала „Света София“. Въпреки името, което се използва днес, както и някои стилови прилики между двете църкви, архитектурните им планове са коренно различни. Куполът на „Св. св. Сергий и Вакх“ лежи върху осмоъгълна основа, докато този на Света София преминава чрез пендативи върху квадратна основа.
След построяването си, църквата играе важна роля в религиозния живот на Константинопол, особено след като в близост до нея е отворен и едноименен манастирски комплекс.
След падането на Константинопол през 1453 г. църквата остава такава за около 50 години, след което е превърната в джамия. В следващите години са построени шадраван (1740 г.) и минаре (1762 г.).